# مارینا کومیش
مارینا کومیش (روسی: Марина Евгеньевна Кумыш؛ زادهٔ ۲۷ دسامبر ۱۹۶۴) بازیکن والیبال اهل اتحاد جماهیر شوروی سوسیالیستی بود.